# Липский (лунный кратер)
Ударный кратер Липский (англ. Lipskiy) находится в экваториальной области обратной стороны Луны. Название присвоено в честь советского астронома Юрия Наумовича Липского (1909—1978) и утверждено Международным астрономическим союзом в 1979 году.

## Описание кратера

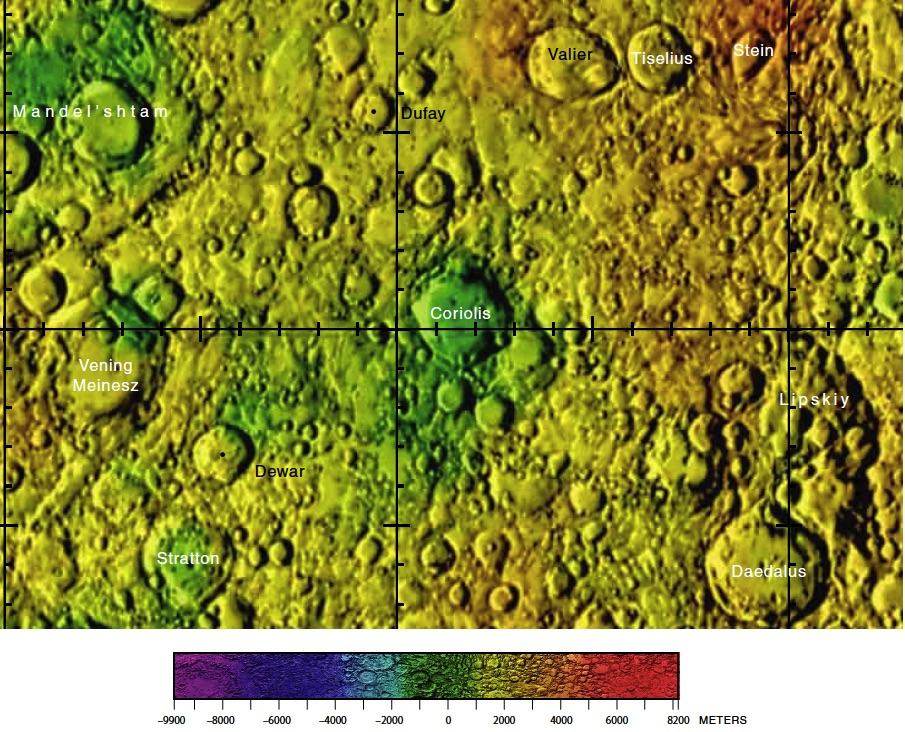
Окрестности кратера Липский. Фрагмент карты обратной стороны Луны

Ближайшими соседями кратера являются кратеры: Кориолис на западе-северо-западе, Валье и Тизелиус на севере-северо-западе, Стейн на севере, Красовский на северо-востоке, Икар на востоке-юге-востоке и Дедал на юге. Селенографические координаты центра кратера 2°09′ ю. ш. 179°23′ з. д. / 2,15° ю. ш. 179,38° з. д., диаметр 91,2 км, глубина 2,8 км. Кратер является ближайшим именованным кратером к точке антипода земного зенита, то есть наиболее удалённым от Земли.
Кратер Липский имеет полигональную форму и значительно разрушен за длительное время своего существования. Вал сглажен, перекрыт множеством кратеров различного размера и трудно различим на фоне окружающей местности. Южная-юго-восточная часть вала перекрыта крупным сателлитным кратером Дедал C, северо-западная сателлитным кратером Липский V (см. ниже). Дно чаши кратера практически полностью занято останками крупных кратеров, в западной части чаши находится сателлитный кратер Липский S.

## Сателлитные кратеры
| Липский | Координаты                                            | Диаметр, км |
| ------- | ----------------------------------------------------- | ----------- |
| S       | 2°10′ ю. ш. 179°54′ з. д. / 2,16° ю. ш. 179,9° з. д.  | 29,0        |
| V       | 1°17′ ю. ш. 178°45′ з. д. / 1,29° ю. ш. 178,75° з. д. | 33,5        |
| X       | 0°25′ с. ш. 178°50′ з. д. / 0,42° с. ш. 178,83° з. д. | 21,4        |

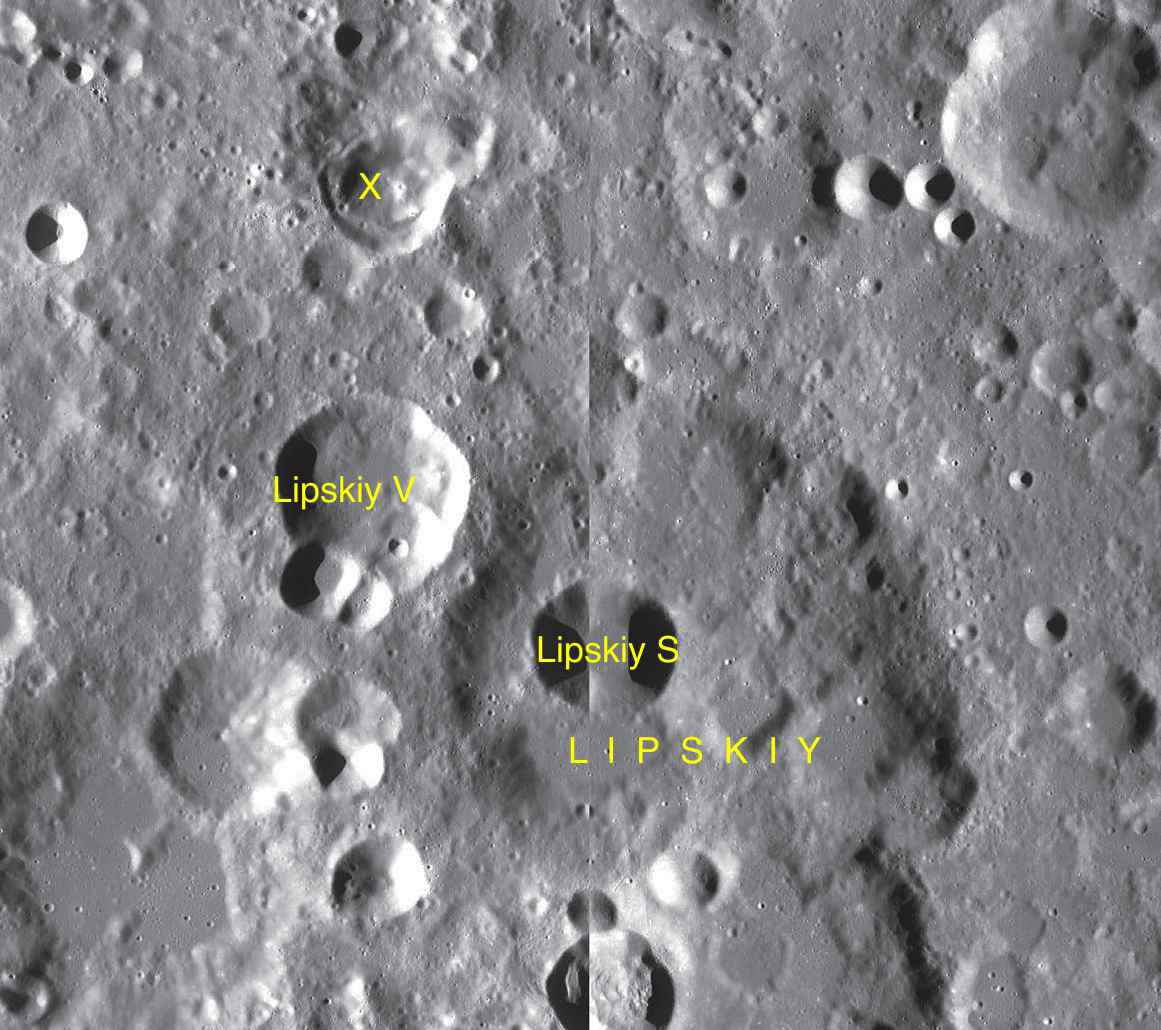
Фрагменты карт LAC-68, LAC-86.

- Образование сателлитного кратера Липский V относится к раннеимбрийскому периоду[4].